# Villemoisson-sur-Orge
Villemoisson-sur-Orge är en kommun i departementet Essonne i regionen Île-de-France i norra Frankrike. Kommunen ligger i kantonen Longjumeau som tillhör arrondissementet Palaiseau. År 2022 hade Villemoisson-sur-Orge 7 226 invånare.

## Befolkningsutveckling
Antalet invånare i kommunen Villemoisson-sur-Orge
| Referens: INSEE |